# Flughafen Tirupati

i7
i11
i13
Der ca. 107 m hoch gelegene Flughafen Tirupati (englisch Tirupati Airport, IATA-Code: TIR, ICAO-Code: VOTP) ist ein internationaler Flughafen ca. 18 km (Fahrtstrecke) östlich der Großstadt Tirupati im Bundesstaat Andhra Pradesh nahe der Ostküste Indiens („Koromandelküste“) und dem Golf von Bengalen. In den Bergen ca. 20 km (Fahrtstrecke) nordwestlich von Tirupati befindet sich der Venkateswara-Tempel (auch Tirumala-Tempel), eines der meistbesuchten Heiligtümer Indiens.

## Geschichte
Der Tirupati Airport existiert seit den 1970er Jahren, doch erst seit dem Jahr 1999 ist er für Passagierflüge zugelassen. Seit dem Jahr 2007 wurde der Flughafen modernisiert: Ein neues Terminal wurde im Jahr 2012 eingeweiht und seit 2017 ist er als Internationaler Flughafen zugelassen; außerdem erfolgte die Verlängerung der Start- und Landebahn von ehemals 2286 m auf 3810 m.

## Flugverbindungen
Verschiedene indische Fluggesellschaften betreiben mehrmals täglich stattfindende Linienflüge nach Hyderabad; andere Flüge (z. B. nach Vijayawada, Rajahmundry, Pune oder Delhi) finden nur etwa einmal täglich statt.

## Zwischenfälle
- Am 16. Juni 1981 verunglückte eine Hindustan Aeronautics HAL 748 der Indian Airlines (Luftfahrzeugkennzeichen VT-DXI). Nach dem Start vom Flughafen Tirupati geriet die Maschine in einer Höhe von 75 Metern in Starkregen mit Fallböen, wodurch die Geschwindigkeit abfiel und das Flugzeug mit dem Heck zuerst auf dem Boden aufschlug. Erschwerend kam hinzu, dass die Piloten versehentlich die Landeklappen einfuhren. Alle 28 Insassen überlebten.[3]

- Am 15. November 1993 konnten an einem Airbus A300B2-101 der Indian Airlines (VT-EDV) nach dem Durchstarten am Flughafen Hyderabad wegen schlechter Sicht die Landeklappen nicht mehr eingefahren werden. Beim Ausweichflug nach Madras ging der Treibstoff zur Neige, aber nicht einmal der neue Notlandeplatz, der Flughafen Tirupati, konnte noch erreicht werden. Aufgrund der unstrukturierten Entscheidungsfindung des Kapitäns und der mangelhaften Überwachung des Treibstoffvorrats musste eine Notlandung auf einem offenen Reisfeld durchgeführt werden, noch 26 Kilometer vom Flughafen Tirupati entfernt. Das Flugzeug wurde irreparabel beschädigt. Alle 262 Insassen, zwölf Besatzungsmitglieder und 250 Passagiere, überlebten den Unfall.[4]

## Sonstiges
- Betreiber des Flughafens ist die Airports Authority of India.
- Es gibt eine asphaltierte Start-/Landebahn mit 3810 m Länge.